# Brachydiplax duivenbodei
Brachydiplax duivenbodei – gatunek ważki z rodziny ważkowatych (Libellulidae).